# El Sauz, Sonora
El Sauz är en ort i Mexiko.   Den ligger i kommunen Rosario och delstaten Sonora, i den nordvästra delen av landet, 1 400 km nordväst om huvudstaden Mexico City. El Sauz ligger 467 meter över havet och antalet invånare är 132.
Terrängen runt El Sauz är kuperad åt nordväst, men åt sydost är den platt.  Trakten runt El Sauz är nära nog obefolkad, med mindre än två invånare per kvadratkilometer. Närmaste större samhälle är Rosario, 8,9 km söder om El Sauz. I omgivningarna runt El Sauz växer huvudsakligen savannskog.